# أحمد عباد الحسيني
أحمد عباد الحسيني هو شاعر يمني. ولد عام 1944 في الحوطة، وتوفي عام 1969 في المدينة نفسها. تلقى مبادئ القراءة والكتابة على يد والده، ثم انتقل إلى المدرسة الحسينية، واتم دراسته الإعدادية باعتبارها أعلى المراحل الدراسية في تلك الفترة. استمر في التعليم معتمداً على مكتبة والده. وبعد فترة عين مدرساً. بدايته في التأليف وفي الشعر تزامنت مع بداية صلاح ناصر كرد في التلحين وفيصل علوي في الأداء الغنائي. ومع بداية الستينيات توقف عن كتابة الأغنية وشارك في النضال المسلح ضد الإستعمار البريطاني. ألف أحمد عباد حسني العديد من القصائد، وتغنى بها العديد من الفنانين.